# Associazione Sportiva Volley Lube

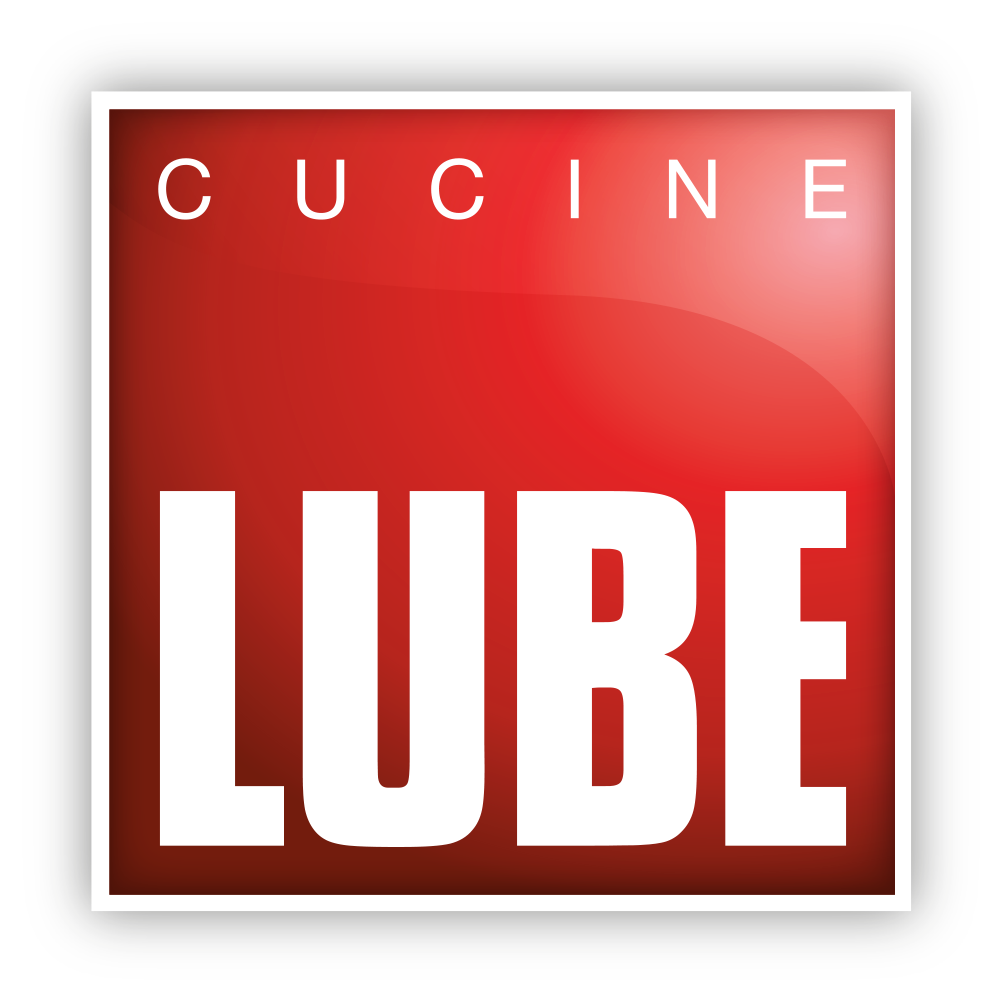
Od 2012 roku sponsorem klubu jest Cucine Lube

Associazione Sportiva Volley Lube – włoski męski klub siatkarski z siedzibą w Treia, założony w 1990 roku. Od sezonu 2016 drużyna występuje w rozgrywkach pod nazwą Cucine Lube Civitanova.

## Historia
A. S. Volley Lube powstał w 1990 roku w miejscowości Treia kilka kilometrów od Maceraty. Tam swoją siedzibę ma firma przemysłowa Cucine Lube. Zarząd firmy postanowił od podstaw stworzyć własny klub siatkarski. W 1990 roku klub wystartował w rozgrywkach Serie C. W 1993 roku awansował do Serie A2, a już w sezonie 1994/1995 wywalczył awans do Serie A1.

### Chronologia nazw sponsorskich
- 1990: Lube Carima Treia
- 1994: Lube Carima Macerata
- 1995: Lube Banca Marche Macerata
- 2012: Cucine Lube Banca Marche Macerata
- 2014: Cucine Lube Banca Marche Treia
- 2015: Cucine Lube Banca Marche Civitanova
- 2016: Cucine Lube Civitanova

## Trenerzy
| Lata                                      | Trener               |
| ----------------------------------------- | -------------------- |
| 1993-1994                                 | Giovanni Rosichini   |
| 1994-1995                                 | Marco Paolini        |
| 1995-1997                                 | Vincenzo Di Pinto    |
| 1997-1998                                 | Raúl Lozano          |
| 1998-1999                                 | Daniele Ricci        |
| 1999-2001                                 | Silvano Prandi       |
| 2001-2003                                 | Roberto Masciarelli  |
| 2003-2004 (do 15.11.2004)                 | Raúl Lozano          |
| 2004-2005 (od 16.11.2004)                 | Mauro Berruto        |
| 2005-2010                                 | Ferdinando De Giorgi |
| 2010-2011                                 | Mauro Berruto        |
| 2011-2015                                 | Alberto Giuliani     |
| 2015-2017                                 | Gianlorenzo Blengini |
| 2017-2018 (do 10.12.2018)                 | Giampaolo Medei      |
| 2018-2021 (od 15.12.2018) (do 25.02.2021) | Ferdinando De Giorgi |
| 2021-2024 (od 26.02.2021) (do 09.04.2024) | Gianlorenzo Blengini |
| 2024-2024 (od 09.04.2024)                 | Romano Giannini      |
| 2024-                                     | Giampaolo Medei      |

## Bilans sezon po sezonie[13]
| 2007/2008 | Serie A1 | 6. miejsce | 1. miejsce  |                  |                       |
| 2008/2009 | Serie A1 | 3. miejsce | 1. miejsce  | Liga Mistrzów    | 4. miejsce            |
| 2009/2010 | Serie A1 | 5. miejsce | ćwierćfinał | Liga Mistrzów    | runda 12              |
| 2010/2011 | Serie A1 | 3. miejsce | półfinał    | Puchar Challenge | 1. miejsce            |
| 2011/2012 | Serie A1 | 1. miejsce | 2. miejsce  | Liga Mistrzów    | runda 6               |
| 2012/2013 | Serie A1 | 2. miejsce | 2. miejsce  | Liga Mistrzów    | runda 6               |
| 2013/2014 | Serie A1 | 1. miejsce | półfinał    | Liga Mistrzów    | runda 12              |
| 2014/2015 | Serie A1 | 3. miejsce | półfinał    | Liga Mistrzów    | 1/12 finału           |
| 2015/2016 | Serie A1 | 3. miejsce | półfinał    | Liga Mistrzów    | 3. miejsce            |
| 2016/2017 | Serie A1 | 1. miejsce | 1. miejsce  | Liga Mistrzów    | 3. miejsce            |
| 2017/2018 | Serie A1 | 2. miejsce | 2. miejsce  | Liga Mistrzów    | 2. miejsce            |
| 2018/2019 | Serie A1 | 1. miejsce | 2. miejsce  | Liga Mistrzów    | 1. miejsce            |
| 2019/2020 | Serie A1 | —          | 1. miejsce  | Liga Mistrzów    | awans do ćwierćfinału |
| 2020/2021 | Serie A1 | 1. miejsce | 1. miejsce  | Liga Mistrzów    | ćwierćfinał           |
| 2021/2022 | Serie A1 | 1. miejsce | ćwierćfinał | Liga Mistrzów    | ćwierćfinał           |
| 2022/2023 | Serie A1 | 2. miejsce | ćwierćfinał | Liga Mistrzów    | ćwierćfinał           |
| 2023/2024 | Serie A1 | 5. miejsce | ćwierćfinał | Liga Mistrzów    | półfinał              |
| 2024/2025 | Serie A1 | 2. miejsce | 1. miejsce  | Puchar Challenge | 2. miejsce            |

| Sezon     | Rozgrywki ligowe | Rozgrywki ligowe | Puchar Włoch | Europejskie puchary | Europejskie puchary |
| Sezon     | Poziom           | Miejsce          | Puchar Włoch | Rozgrywki klubowe   | Osiągnięcie         |
| --------- | ---------------- | ---------------- | ------------ | ------------------- | ------------------- |
| 1990/1991 | Serie C          |                  |              |                     |                     |
| 1991/1992 | Serie C          |                  |              |                     |                     |
| 1992/1993 | Serie C          |                  |              |                     |                     |
| 1993/1994 | Serie A2         | 3. miejsce       | 1/16 finału  |                     |                     |
| 1994/1995 | Serie A2         | 3. miejsce       | 1/16 finału  |                     |                     |
| 1995/1996 | Serie A1         | 8. miejsce       | ćwierćfinał  |                     |                     |
| 1996/1997 | Serie A1         | 4. miejsce       | ćwierćfinał  |                     |                     |
| 1997/1998 | Serie A1         | 4. miejsce       | ćwierćfinał  | Puchar CEV          | 3. miejsce          |
| 1998/1999 | Serie A1         | 5. miejsce       | ćwierćfinał  | Puchar CEV          | 4. miejsce          |
| 1999/2000 | Serie A1         | 4. miejsce       | ćwierćfinał  |                     |                     |
| 2000/2001 | Serie A1         | 5. miejsce       | 1. miejsce   | Puchar CEV          | 1. miejsce          |
| 2001/2002 | Serie A1         | 3. miejsce       | półfinał     | Liga Mistrzów       | 1. miejsce          |
| 2002/2003 | Serie A1         | 3. miejsce       | 1. miejsce   | Puchar CEV          | 2. miejsce          |
| 2003/2004 | Serie A1         | 4. miejsce       | półfinał     | Liga Mistrzów       | faza grupowa        |
| 2004/2005 | Serie A1         | 4. miejsce       | ćwierćfinał  | Puchar CEV          | 1. miejsce          |
| 2005/2006 | Serie A1         | 1. miejsce       | ćwierćfinał  | Puchar CEV          | 1. miejsce          |
| 2006/2007 | Serie A1         | 10. miejsce      |              | Liga Mistrzów       | 4. miejsce          |

- Sezon 2019/2020 we Włoszech został przerwany z powodu rozprzestrzenia się koronawirusa

Poziom rozgrywek:
     pierwszy, najwyższy ogólnokrajowy
     drugi
     trzeci
     czwarty
     piąty

## Sukcesy

### Oficjalne
Puchar CEV:
- 1. miejsce (3x): 2001, 2005, 2006
- 2. miejsce (1x): 2003
- 3. miejsce (1x): 1998

 Puchar Włoch:
- 1. miejsce (8x): 2001, 2003, 2008, 2009, 2017, 2020, 2021, 2025[14]

 Liga Mistrzów:
- 1. miejsce (2x): 2002, 2019
- 2. miejsce (1x): 2018
- 3. miejsce (2x): 2016, 2017

 Mistrzostwo Włoch:
- 1. miejsce (Scudetto) (7x): 2006, 2012, 2014, 2017, 2019, 2021, 2022[15]
- 2. miejsce (3x): 2018, 2023[16], 2025[17]
- 3. miejsce (6x): 2003, 2004, 2009, 2011, 2013, 2016

 Superpuchar Włoch:
- 1. miejsce (4x): 2006, 2008, 2012, 2014

 Puchar Challenge:
- 1. miejsce (1x): 2011
- 2. miejsce (1x): 2025[18]

 Klubowe Mistrzostwa Świata:
- 1. miejsce (1x): 2019
- 2. miejsce (3x): 2017, 2018, 2021

## Polacy w klubie
| Lata gry  | Imię i nazwisko     |
| --------- | ------------------- |
|           | Arkadiusz Gołaś     |
| 2007-2010 | Sebastian Świderski |
| 2013-2015 | Bartosz Kurek       |
| 2019-2020 | Mateusz Bieniek     |

2 czerwca 2005 roku trzyletni kontrakt z Lube podpisał Arkadiusz Gołaś, jednak reprezentant Polski zginął 16 września 2005 roku w wypadku samochodowym pod Klagenfurtem w Austrii, jadąc do Maceraty i nie zdążył zadebiutować w tym klubie.
Pamięć Gołasia uczcili Świderski, Kurek i Bieniek grając w Lube w koszulce z numerem 16, tym samym, z którym występowałby Gołaś.

## Zawodnicy
- Z tym tematem związana jest kategoria: Siatkarze Lube Banca Macerata.

## Kadra
Sezon 2025/26
| Nr                     | Imię i nazwisko         | Data ur. | Wzrost | Pozycja               |
| ---------------------- | ----------------------- | -------- | ------ | --------------------- |
| 3                      | Giovanni Maria Gargiulo | 1999     | 209    | środkowy              |
| 4                      | Eric Loeppky            | 1998     | 197    | przyjmujący           |
| 5                      | Santiago Orduna         | 1983     | 185    | rozgrywający          |
| 6                      | Francesco Bisotto       | 2002     | 180    | libero                |
| 7                      | Fabio Balaso            | 1995     | 182    | libero                |
| 8                      | Mattia Boninfante       | 2004     | 190    | rozgrywający          |
| 9                      | Porija Hosejn Khanzadeh | 2004     | 198    | przyjmujący           |
| 11                     | Aleksandyr Nikołow      | 2003     | 207    | przyjmujący/atakujący |
| 18                     | Marko Podraščanin       | 1987     | 203    | środkowy              |
| 21                     | Mattia Bottolo          | 2000     | 196    | przyjmujący           |
| 24                     | Davi Tenorio            | 2005     | 213    | przyjmujący           |
| Potwierdzone transfery |                         |          |        |                       |
|                        | Wout D’Heer             | 2001     | 203    | środkowy              |
|                        | Pablo Kukartsev         | 1993     | 203    | atakujący             |
|                        | Noa Duflos-Rossi        | 2007     | 198    | przyjmujący           |

| Nr | Imię i nazwisko         | Data ur. | Wzrost | Pozycja      |
| -- | ----------------------- | -------- | ------ | ------------ |
| 1  | Barthélémy Chinenyeze   | 1998     | 202    | środkowy     |
| 3  | Giovanni Maria Gargiulo | 1999     | 209    | środkowy     |
| 4  | Eric Loeppky            | 1998     | 197    | przyjmujący  |
| 5  | Santiago Orduna         | 1983     | 185    | rozgrywający |
| 6  | Francesco Bisotto       | 2002     | 180    | libero       |
| 7  | Fabio Balaso            | 1995     | 182    | libero       |
| 8  | Mattia Boninfante       | 2004     | 190    | rozgrywający |
| 9  | Porija Hosejn Khanzadeh | 2004     | 198    | przyjmujący  |
| 11 | Aleksandyr Nikołow      | 2003     | 207    | przyjmujący  |
| 12 | Adis Lagumdzija         | 1999     | 210    | atakujący    |
| 15 | Petar Đirlić            | 1997     | 205    | atakujący    |
| 18 | Marko Podraščanin       | 1987     | 203    | środkowy     |
| 21 | Mattia Bottolo          | 2000     | 196    | przyjmujący  |
| 24 | Davi Tenorio            | 2005     | 213    | przyjmujący  |

| Nr | Imię i nazwisko       | Data ur. | Wzrost | Pozycja               |
| -- | --------------------- | -------- | ------ | --------------------- |
| 1  | Barthélémy Chinenyeze | 1998     | 202    | środkowy              |
| 2  | Jakob Thelle          | 1999     | 198    | rozgrywający          |
| 4  | Matheus Motzo         | 1999     | 192    | atakujący             |
| 6  | Francesco Bisotto     | 2002     | 180    | libero                |
| 7  | Fabio Balaso          | 1995     | 182    | libero                |
| 9  | Ivan Zaytsev          | 1988     | 202    | przyjmujący/atakujący |
| 10 | Adis Lagumdzija       | 1999     | 210    | atakujący             |
| 11 | Aleksandyr Nikołow    | 2003     | 207    | przyjmujący           |
| 12 | Enrico Diamantini     | 1993     | 204    | środkowy              |
| 15 | Luciano De Cecco      | 1988     | 193    | rozgrywający          |
| 17 | Simone Anzani         | 1992     | 204    | środkowy              |
| 21 | Mattia Bottolo        | 2000     | 196    | przyjmujący           |
| 22 | Jacopo Larizza        | 1998     | 204    | środkowy              |
| 23 | Marlon Yant Herrera   | 2001     | 202    | przyjmujący           |

| Nr | Imię i nazwisko          | Data ur. | Wzrost | Pozycja      |
| -- | ------------------------ | -------- | ------ | ------------ |
| 1  | Gabriel Garcia Fernández | 1999     | 200    | atakujący    |
| 2  | Isac Santos              | 1990     | 208    | środkowy     |
| 3  | Daniele Sottile          | 1979     | 186    | rozgrywający |
| 6  | Francesco D’Amico        | 1999     | 183    | libero       |
| 7  | Fabio Balaso             | 1995     | 182    | libero       |
| 9  | Ivan Zaytsev             | 1988     | 202    | atakujący    |
| 10 | Barthélémy Chinenyeze    | 1998     | 202    | środkowy     |
| 11 | Aleksandyr Nikołow       | 2003     | 206    | przyjmujący  |
| 12 | Enrico Diamantini        | 1993     | 204    | środkowy     |
| 13 | Mattia Gottardo          | 2001     | 190    | przyjmujący  |
| 15 | Luciano De Cecco         | 1988     | 193    | rozgrywający |
| 17 | Simone Anzani            | 1992     | 204    | środkowy     |
| 21 | Mattia Bottolo           | 2000     | 196    | przyjmujący  |
| 23 | Marlon Yant Herrera      | 2001     | 202    | przyjmujący  |

| Nr | Imię i nazwisko          | Data ur. | Wzrost | Pozycja      |
| -- | ------------------------ | -------- | ------ | ------------ |
| 1  | Gabriel Garcia Fernández | 1999     | 200    | atakujący    |
| 2  | Jiří Kovář               | 1989     | 202    | przyjmujący  |
| 3  | Daniele Sottile          | 1979     | 186    | rozgrywający |
| 4  | Andrea Marchisio         | 1990     | 186    | libero       |
| 5  | Osmany Juantorena        | 1985     | 200    | przyjmujący  |
| 6  | Rok Jeroncić             | 2001     | 207    | środkowy     |
| 7  | Fabio Balaso             | 1995     | 182    | libero       |
| 8  | Ricardo Lucarelli        | 1992     | 196    | przyjmujący  |
| 9  | Ivan Zaytsev             | 1988     | 202    | atakujący    |
| 12 | Enrico Diamantini        | 1993     | 204    | środkowy     |
| 13 | Roberlandy Simón Aties   | 1987     | 206    | środkowy     |
| 14 | Luciano De Cecco         | 1988     | 193    | rozgrywający |
| 17 | Simone Anzani            | 1992     | 204    | środkowy     |
| 23 | Marlon Yant Herrera      | 2001     | 202    | przyjmujący  |

| Nr | Imię i nazwisko        | Data ur. | Wzrost | Pozycja      |
| -- | ---------------------- | -------- | ------ | ------------ |
| 2  | Jiří Kovář             | 1989     | 202    | przyjmujący  |
| 4  | Andrea Marchisio       | 1990     | 186    | libero       |
| 5  | Osmany Juantorena      | 1985     | 200    | przyjmujący  |
| 7  | Fabio Balaso           | 1995     | 182    | libero       |
| 9  | Joandry Leal           | 1988     | 201    | przyjmujący  |
| 10 | Jacopo Larizza         | 1998     | 202    | środkowy     |
| 11 | Kamil Rychlicki        | 1996     | 204    | atakujący    |
| 12 | Enrico Diamantini      | 1993     | 204    | środkowy     |
| 13 | Roberlandy Simón Aties | 1987     | 206    | środkowy     |
| 14 | Luciano De Cecco       | 1988     | 193    | rozgrywający |
| 17 | Simone Anzani          | 1992     | 204    | środkowy     |
| 18 | Marco Falaschi         | 1987     | 188    | rozgrywający |
| 22 | Jan Hadrava            | 1991     | 199    | atakujący    |
| 23 | Marlon Yant Herrera    | 2001     | 202    | przyjmujący  |

| Nr | Imię i nazwisko        | Data ur. | Wzrost | Pozycja      |
| -- | ---------------------- | -------- | ------ | ------------ |
| 1  | Simone Anzani          | 1992     | 204    | środkowy     |
| 2  | Jiří Kovář             | 1989     | 202    | przyjmujący  |
| 3  | Stijn D’Hulst          | 1991     | 187    | rozgrywający |
| 4  | Andrea Marchisio       | 1990     | 186    | libero       |
| 5  | Osmany Juantorena      | 1985     | 200    | przyjmujący  |
| 6  | Jacopo Massari         | 1988     | 185    | przyjmujący  |
| 8  | Enrico Diamantini      | 1993     | 204    | środkowy     |
| 9  | Joandry Leal           | 1988     | 201    | przyjmujący  |
| 10 | Amir Ghafur            | 1991     | 200    | atakujący    |
| 11 | Kamil Rychlicki        | 1996     | 204    | atakujący    |
| 13 | Roberlandy Simón Aties | 1987     | 206    | środkowy     |
| 14 | Bruno Rezende          | 1986     | 190    | rozgrywający |
| 16 | Mateusz Bieniek        | 1994     | 210    | środkowy     |
| 17 | Fabio Balaso           | 1995     | 182    | libero       |

| Nr | Imię i nazwisko        | Data ur. | Wzrost | Pozycja      |
| -- | ---------------------- | -------- | ------ | ------------ |
| 1  | Cwetan Sokołow         | 1989     | 205    | atakujący    |
| 2  | Jiří Kovář             | 1989     | 202    | przyjmujący  |
| 3  | Stijn D’Hulst          | 1991     | 187    | rozgrywający |
| 4  | Andrea Marchisio       | 1990     | 186    | libero       |
| 5  | Osmany Juantorena      | 1985     | 200    | przyjmujący  |
| 6  | Jacopo Massari         | 1988     | 185    | przyjmujący  |
| 7  | Dragan Stanković       | 1985     | 205    | środkowy     |
| 8  | Enrico Diamantini      | 1993     | 204    | środkowy     |
| 9  | Joandry Leal           | 1988     | 201    | przyjmujący  |
| 10 | Brenden Sander         | 1995     | 193    | przyjmujący  |
| 11 | Diego Cantagalli       | 1999     | 201    | atakujący    |
| 12 | Enrico Cester          | 1988     | 204    | środkowy     |
| 13 | Roberlandy Simón Aties | 1987     | 206    | środkowy     |
| 14 | Bruno Rezende          | 1986     | 190    | rozgrywający |
| 17 | Fabio Balaso           | 1995     | 182    | libero       |

| Nr | Imię i nazwisko    | Data ur. | Wzrost | Pozycja      |
| -- | ------------------ | -------- | ------ | ------------ |
| 1  | Cwetan Sokołow     | 1989     | 205    | atakujący    |
| 2  | Davide Candellaro  | 1989     | 200    | środkowy     |
| 3  | Taylor Sander      | 1992     | 196    | przyjmujący  |
| 4  | Andrea Marchisio   | 1990     | 186    | libero       |
| 5  | Osmany Juantorena  | 1985     | 200    | przyjmujący  |
| 6  | Alberto Casadei    | 1984     | 200    | atakujący    |
| 7  | Dragan Stanković   | 1985     | 205    | środkowy     |
| 9  | Jiří Kovář         | 1989     | 202    | przyjmujący  |
| 10 | Jenia Grebennikov  | 1990     | 188    | libero       |
| 11 | Micah Christenson  | 1993     | 198    | rozgrywający |
| 12 | Enrico Cester      | 1988     | 204    | środkowy     |
| 14 | Sebastiano Milan   | 1995     | 203    | przyjmujący  |
| 15 | Tsimafei Zhukouski | 1989     | 196    | rozgrywający |

| Nr | Imię i nazwisko   | Data ur. | Wzrost | Pozycja      |
| -- | ----------------- | -------- | ------ | ------------ |
| 1  | Cwetan Sokołow    | 1989     | 205    | atakujący    |
| 2  | Davide Candellaro | 1989     | 200    | środkowy     |
| 3  | Nicola Pesaresi   | 1991     | 190    | libero       |
| 4  | Denis Kaliberda   | 1990     | 193    | przyjmujący  |
| 5  | Osmany Juantorena | 1985     | 200    | przyjmujący  |
| 6  | Alberto Casadei   | 1984     | 200    | atakujący    |
| 7  | Dragan Stanković  | 1985     | 205    | środkowy     |
| 9  | Jiří Kovář        | 1989     | 202    | przyjmujący  |
| 11 | Micah Christenson | 1993     | 198    | rozgrywający |
| 12 | Enrico Cester     | 1988     | 204    | środkowy     |
| 13 | Jenia Grebennikov | 1990     | 188    | libero       |
| 15 | Antonio Corvetta  | 1977     | 188    | rozgrywający |
| 16 | Klemen Cebulj     | 1992     | 202    | przyjmujący  |

| Nr | Imię i nazwisko   | Data ur. | Wzrost | Pozycja            |
| -- | ----------------- | -------- | ------ | ------------------ |
| 1  | Alessandro Fei    | 1978     | 204    | środkowy/atakujący |
| 3  | Simone Parodi     | 1986     | 195    | przyjmujący        |
| 5  | Osmany Juantorena | 1985     | 200    | przyjmujący        |
| 6  | Marco Vitelli     | 1996     | 201    | środkowy           |
| 7  | Dragan Stanković  | 1985     | 205    | środkowy           |
| 8  | William Priddy    | 1977     | 193    | przyjmujący        |
| 9  | Jiří Kovář        | 1989     | 202    | przyjmujący        |
| 11 | Micah Christenson | 1993     | 198    | rozgrywający       |
| 12 | Enrico Cester     | 1988     | 204    | środkowy           |
| 13 | Jenia Grebennikov | 1990     | 188    | libero             |
| 14 | Ivan Miljković    | 1979     | 206    | atakujący          |
| 15 | Antonio Corvetta  | 1977     | 188    | rozgrywający       |
| 16 | Klemen Cebulj     | 1992     | 202    | przyjmujący        |
| 18 | Marko Podraščanin | 1987     | 203    | środkowy           |

| Nr | Imię i nazwisko     | Data ur. | Wzrost | Pozycja            |
| -- | ------------------- | -------- | ------ | ------------------ |
| 1  | Alessandro Fei      | 1978     | 204    | środkowy/atakujący |
| 2  | Hubert Henno        | 1976     | 188    | libero             |
| 3  | Simone Parodi       | 1986     | 195    | przyjmujący        |
| 4  | Alessandro Paparoni | 1981     | 191    | przyjmujący        |
| 7  | Dragan Stanković    | 1985     | 205    | środkowy           |
| 9  | Jiří Kovář          | 1989     | 202    | przyjmujący        |
| 10 | Giulio Sabbi        | 1989     | 201    | atakujący          |
| 11 | Natale Monopoli     | 1975     | 183    | rozgrywający       |
| 12 | Dusan Bonacic       | 1995     | 196    | atakujący          |
| 14 | Konstantin Shumov   | 1985     | 205    | środkowy           |
| 15 | Ricardo Garcia      | 1975     | 191    | rozgrywający       |
| 16 | Bartosz Kurek       | 1988     | 205    | przyjmujący        |
| 17 | Michele Baranowicz  | 1989     | 196    | rozgrywający       |
| 18 | Marko Podraščanin   | 1987     | 203    | środkowy           |

| Nr | Imię i nazwisko     | Data ur. | Wzrost | Pozycja               |
| -- | ------------------- | -------- | ------ | --------------------- |
| 2  | Hubert Henno        | 1976     | 188    | libero                |
| 3  | Simone Parodi       | 1986     | 195    | przyjmujący           |
| 4  | Alessandro Paparoni | 1981     | 191    | przyjmujący           |
| 5  | Ivan Zaytsev        | 1988     | 202    | przyjmujący/atakujący |
| 7  | Dragan Stanković    | 1985     | 205    | środkowy              |
| 8  | Stefano Patriarca   | 1987     | 205    | środkowy              |
| 9  | Jiří Kovář          | 1989     | 202    | przyjmujący           |
| 10 | Matteo Martino      | 1987     | 198    | przyjmujący           |
| 11 | Natale Monopoli     | 1975     | 183    | rozgrywający          |
| 12 | Dusan Bonacic       | 1995     | 196    | atakujący             |
| 13 | Leondino Giombini   | 1975     | 205    | atakujący             |
| 15 | Saša Starović       | 1988     | 207    | atakujący             |
| 16 | Bartosz Kurek       | 1988     | 205    | przyjmujący           |
| 17 | Michele Baranowicz  | 1989     | 196    | rozgrywający          |
| 18 | Marko Podraščanin   | 1987     | 203    | środkowy              |

| Nr | Imię i nazwisko      | Data ur. | Wzrost | Pozycja               |
| -- | -------------------- | -------- | ------ | --------------------- |
| 1  | Davidson Lampariello | 1980     | 190    | przyjmujący           |
| 2  | Alen Pajenk          | 1986     | 205    | środkowy              |
| 3  | Cristian Savani      | 1982     | 195    | przyjmujący           |
| 5  | Ivan Zaytsev         | 1988     | 202    | przyjmujący/atakujący |
| 6  | Simone Parodi        | 1986     | 195    | przyjmujący           |
| 7  | Dragan Stanković     | 1985     | 205    | środkowy              |
| 9  | Jiří Kovář           | 1989     | 202    | przyjmujący           |
| 11 | Natale Monopoli      | 1975     | 183    | rozgrywający          |
| 12 | Hubert Henno         | 1976     | 188    | libero                |
| 13 | Dragan Travica       | 1986     | 200    | rozgrywający          |
| 14 | Luigi Randazzo       | 1994     | 198    | przyjmujący           |
| 15 | Saša Starović        | 1988     | 207    | atakujący             |
| 16 | Dick Kooy            | 1987     | 202    | przyjmujący           |
| 18 | Marko Podraščanin    | 1987     | 203    | środkowy              |

| Nr | Imię i nazwisko      | Data ur. | Wzrost | Pozycja      |
| -- | -------------------- | -------- | ------ | ------------ |
| 1  | Davidson Lampariello | 1980     | 190    | przyjmujący  |
| 2  | Alen Pajenk          | 1986     | 205    | środkowy     |
| 3  | Cristian Savani      | 1982     | 195    | przyjmujący  |
| 4  | Jean-François Exiga  | 1982     | 176    | libero       |
| 6  | Simone Parodi        | 1986     | 195    | przyjmujący  |
| 7  | Dragan Stanković     | 1985     | 205    | środkowy     |
| 8  | Jiří Kovář           | 1989     | 202    | przyjmujący  |
| 11 | Natale Monopoli      | 1975     | 183    | rozgrywający |
| 12 | Gert van Walle       | 1987     | 197    | atakujący    |
| 13 | Dragan Travica       | 1986     | 200    | rozgrywający |
| 14 | Luigi Randazzo       | 1994     | 198    | przyjmujący  |
| 15 | Igor Omrčen          | 1980     | 208    | atakujący    |
| 18 | Marko Podraščanin    | 1987     | 203    | środkowy     |

| Nr | Imię i nazwisko      | Data ur. | Wzrost | Pozycja      |
| -- | -------------------- | -------- | ------ | ------------ |
| 1  | Lorenzo Gemmi        | 1985     | 199    | przyjmujący  |
| 3  | Cristian Savani      | 1982     | 195    | przyjmujący  |
| 4  | Alessandro Paparoni  | 1981     | 191    | przyjmujący  |
| 5  | Valerio Vermiglio    | 1976     | 189    | rozgrywający |
| 6  | Manuele Marchiali    | 1989     | 193    | przyjmujący  |
| 7  | Facundo Conte        | 1989     | 193    | przyjmujący  |
| 9  | Dragan Stanković     | 1985     | 205    | środkowy     |
| 10 | Matteo Martino       | 1987     | 198    | przyjmujący  |
| 11 | Romain Vadeleux      | 1983     | 196    | środkowy     |
| 12 | Gert van Walle       | 1987     | 197    | atakujący    |
| 13 | Manuele Cacchiarelli | 1985     | 177    | libero       |
| 14 | Luigi Randazzo       | 1994     | 198    | przyjmujący  |
| 15 | Igor Omrčen          | 1980     | 208    | atakujący    |
| 18 | Marko Podraščanin    | 1987     | 203    | środkowy     |

| Nr | Imię i nazwisko             | Data ur. | Wzrost | Pozycja      |
| -- | --------------------------- | -------- | ------ | ------------ |
| 1  | Martin Lébl                 | 1980     | 201    | środkowy     |
| 2  | Matias Raymaekers           | 1982     | 207    | środkowy     |
| 3  | Alberto Cisolla             | 1977     | 197    | przyjmujący  |
| 4  | Alessandro Paparoni         | 1981     | 191    | przyjmujący  |
| 5  | Valerio Vermiglio           | 1976     | 189    | rozgrywający |
| 6  | Andrea Bartoletti           | 1978     | 201    | atakujący    |
| 7  | Rafael Luiz Dentinho Fantin | 1978     | 193    | przyjmujący  |
| 8  | Lorenzo Smerilli            | 1987     | 178    | libero       |
| 9  | Dragan Stanković            | 1985     | 205    | środkowy     |
| 10 | Matteo Martino              | 1987     | 198    | przyjmujący  |
| 11 | Natale Monopoli             | 1975     | 183    | rozgrywający |
| 13 | Mirko Corsano               | 1973     | 191    | libero       |
| 15 | Igor Omrcen                 | 1980     | 208    | atakujący    |
| 16 | Sebastian Świderski         | 1977     | 196    | przyjmujący  |
| 18 | Marko Podraščanin           | 1987     | 203    | środkowy     |

| Nr | Imię i nazwisko     | Data ur. | Wzrost | Pozycja      |
| -- | ------------------- | -------- | ------ | ------------ |
| 1  | Martin Lébl         | 1980     | 201    | środkowy     |
| 3  | Andrea Giovi        | 1983     | 185    | libero       |
| 5  | Valerio Vermiglio   | 1976     | 189    | rozgrywający |
| 6  | Andrea Bartoletti   | 1978     | 201    | atakujący    |
| 7  | Jan Willem Snippe   | 1986     | 200    | atakujący    |
| 9  | Gianluca Saraceni   | 1979     | 200    | przyjmujący  |
| 10 | Matteo Martino      | 1987     | 198    | przyjmujący  |
| 11 | Natale Monopoli     | 1975     | 183    | rozgrywający |
| 13 | Mirko Corsano       | 1973     | 191    | libero       |
| 14 | Rodrigão            | 1979     | 205    | środkowy     |
| 15 | Igor Omrcen         | 1980     | 208    | atakujący    |
| 16 | Sebastian Świderski | 1977     | 196    | przyjmujący  |
| 18 | Marko Podraščanin   | 1987     | 203    | środkowy     |

| Nr | Imię i nazwisko     | Data ur. | Wzrost | Pozycja      |
| -- | ------------------- | -------- | ------ | ------------ |
| 1  | Martin Lébl         | 1980     | 201    | środkowy     |
| 3  | Lorenzo Smerilli    | 1987     | 178    | libero       |
| 4  | Alessandro Paparoni | 1981     | 191    | przyjmujący  |
| 5  | Valerio Vermiglio   | 1976     | 189    | rozgrywający |
| 6  | Andrea Bartoletti   | 1978     | 201    | atakujący    |
| 7  | Jan Willem Snippe   | 1986     | 200    | atakujący    |
| 9  | Gianluca Saraceni   | 1979     | 200    | przyjmujący  |
| 11 | Natale Monopoli     | 1975     | 183    | rozgrywający |
| 12 | Andrija Gerić       | 1977     | 203    | środkowy     |
| 13 | Mirko Corsano       | 1973     | 191    | libero       |
| 14 | Rodrigão            | 1979     | 205    | środkowy     |
| 15 | Igor Omrcen         | 1980     | 208    | atakujący    |
| 16 | Sebastian Świderski | 1977     | 196    | przyjmujący  |
| 18 | Murray Grapentine   | 1977     | 202    | środkowy     |

| Nr | Imię i nazwisko      | Data ur. | Wzrost | Pozycja               |
| -- | -------------------- | -------- | ------ | --------------------- |
| 2  | Matias Raymaekers    | 1982     | 207    | środkowy              |
| 4  | Alessandro Paparoni  | 1981     | 191    | przyjmujący           |
| 5  | Danilo Cortina       | 1987     | 188    | libero                |
| 6  | Andrea Bartoletti    | 1978     | 201    | atakujący             |
| 7  | Angel Dennis         | 1977     | 194    | przyjmujący           |
| 8  | Rodrigão             | 1979     | 205    | środkowy              |
| 9  | Alessandro Trimarchi | 1972     | 185    | libero                |
| 9  | Giacomo Bellei       | 1988     | 202    | przyjmujący/atakujący |
| 10 | Giacomo Sintini      | 1979     | 196    | rozgrywający          |
| 11 | Natale Monopoli      | 1975     | 183    | rozgrywający          |
| 12 | Andrija Gerić        | 1977     | 203    | środkowy              |
| 13 | Mirko Corsano        | 1973     | 191    | libero                |
| 14 | Ivan Miljković       | 1979     | 206    | atakujący             |
| 15 | Renaud Herpe         | 1975     | 198    | przyjmujący           |
| 16 | Miloš Stojković      | 1987     | 200    | przyjmujący           |

| Nr | Imię i nazwisko     | Data ur. | Wzrost | Pozycja      |
| -- | ------------------- | -------- | ------ | ------------ |
| 1  | Manuele Ravellino   | 1974     | 201    | środkowy     |
| 3  | Lorenzo Gemmi       | 1985     | 199    | przyjmujący  |
| 4  | Alessandro Paparoni | 1981     | 191    | przyjmujący  |
| 5  | Junot Mistoco       | 1979     | 198    | atakujący    |
| 7  | Angel Dennis        | 1977     | 194    | przyjmujący  |
| 8  | Rodrigão            | 1979     | 205    | środkowy     |
| 10 | Giacomo Sintini     | 1979     | 196    | rozgrywający |
| 11 | Natale Monopoli     | 1975     | 183    | rozgrywający |
| 12 | Andrija Gerić       | 1977     | 203    | środkowy     |
| 13 | Mirko Corsano       | 1973     | 191    | libero       |
| 14 | Ivan Miljković      | 1979     | 206    | atakujący    |
| 15 | Renaud Herpe        | 1975     | 198    | przyjmujący  |

| Nr | Imię i nazwisko       | Data ur. | Wzrost | Pozycja      |
| -- | --------------------- | -------- | ------ | ------------ |
| 1  | Manuele Ravellino     | 1974     | 201    | środkowy     |
| 3  | Lorenzo Gemmi         | 1985     | 199    | przyjmujący  |
| 4  | Alessandro Paparoni   | 1981     | 191    | przyjmujący  |
| 6  | Maurício Camargo Lima | 1968     | 185    | rozgrywający |
| 7  | Angel Dennis          | 1977     | 194    | przyjmujący  |
| 8  | Marco Bracci          | 1966     | 197    | przyjmujący  |
| 9  | Lorenzo Bernardi      | 1968     | 199    | przyjmujący  |
| 10 | Carmelo Gitto         | 1987     | 204    | środkowy     |
| 10 | Luigi Mastrangelo     | 1975     | 202    | środkowy     |
| 11 | Frank Dehne           | 1976     | 202    | rozgrywający |
| 12 | Andrija Gerić         | 1977     | 203    | środkowy     |
| 13 | Mirko Corsano         | 1973     | 191    | libero       |
| 14 | Ivan Miljković        | 1979     | 206    | atakujący    |

| Nr | Imię i nazwisko     | Data ur. | Wzrost | Pozycja      |
| -- | ------------------- | -------- | ------ | ------------ |
| 1  | Manuele Ravellino   | 1974     | 201    | środkowy     |
| 2  | Marco Molteni       | 1976     | 196    | przyjmujący  |
| 4  | Andrea Aiello       | 1970     | 192    | przyjmujący  |
| 5  | Fabio Vullo         | 1964     | 198    | rozgrywający |
| 6  | Andrija Gerić       | 1977     | 203    | środkowy     |
| 8  | Marco Bracci        | 1966     | 197    | przyjmujący  |
| 9  | Alessandro Paparoni | 1981     | 191    | przyjmujący  |
| 10 | Carmelo Gitto       | 1987     | 202    | środkowy     |
| 10 | Luigi Mastrangelo   | 1975     | 202    | środkowy     |
| 11 | Fabio Muzio         | 1980     | 198    | przyjmujący  |
| 12 | Nalbert Bitencourt  | 1974     | 195    | przyjmujący  |
| 13 | Mirko Corsano       | 1973     | 191    | libero       |
| 14 | Ivan Miljković      | 1979     | 206    | atakujący    |
| 15 | Antonio Corvetta    | 1977     | 188    | rozgrywający |

| Nr | Imię i nazwisko    | Data ur. | Wzrost | Pozycja      |
| -- | ------------------ | -------- | ------ | ------------ |
| 1  | Manuele Ravellino  | 1974     | 201    | środkowy     |
| 2  | Edin Škorić        | 1975     | 197    | przyjmujący  |
| 3  | Pasquale Gravina   | 1970     | 202    | środkowy     |
| 4  | Gervasio Iurisci   | 1972     | 190    | przyjmujący  |
| 5  | Marco Meoni        | 1973     | 196    | rozgrywający |
| 7  | Wout Wijsmans      | 1977     | 200    | przyjmujący  |
| 8  | Marco Bracci       | 1966     | 197    | przyjmujący  |
| 9  | Davide Bellini     | 1969     | 197    | rozgrywający |
| 9  | Lorenzo Gemmi      | 1985     | 199    | przyjmujący  |
| 10 | Luigi Mastrangelo  | 1975     | 202    | środkowy     |
| 11 | Fabio Muzio        | 1980     | 198    | środkowy     |
| 12 | Nalbert Bitencourt | 1974     | 195    | przyjmujący  |
| 13 | Mirko Corsano      | 1973     | 191    | libero       |
| 14 | Ivan Miljković     | 1979     | 206    | atakujący    |
| 15 | Riccardo Tobaldi   | 1984     | 204    | przyjmujący  |

| Nr | Imię i nazwisko     | Data ur. | Wzrost | Pozycja      |
| -- | ------------------- | -------- | ------ | ------------ |
| 1  | Manuele Ravellino   | 1974     | 201    | środkowy     |
| 2  | Edin Škorić         | 1975     | 197    | przyjmujący  |
| 2  | Kevin Barnett       | 1974     | 198    | przyjmujący  |
| 3  | Pasquale Gravina    | 1970     | 202    | środkowy     |
| 5  | Marco Meoni         | 1973     | 196    | rozgrywający |
| 6  | Andrija Gerić       | 1977     | 203    | środkowy     |
| 7  | Wout Wijsmans       | 1977     | 200    | przyjmujący  |
| 8  | Marco Bracci        | 1966     | 197    | przyjmujący  |
| 9  | Nicola Mazzonelli   | 1969     | 193    | rozgrywający |
| 10 | Alessandro Paparoni | 1981     | 191    | przyjmujący  |
| 12 | Mirko Corsano       | 1973     | 191    | libero       |
| 14 | Ivan Miljković      | 1979     | 206    | atakujący    |
| 15 | Matteo Paoletti     | 1982     | 203    | atakujący    |
| 16 | Carlo Nicolai       |          | 192    | przyjmujący  |

| Nr | Imię i nazwisko     | Data ur. | Wzrost | Pozycja      |
| -- | ------------------- | -------- | ------ | ------------ |
| 1  | Manuele Ravellino   | 1974     | 201    | środkowy     |
| 2  | Simone Rosalba      | 1976     | 197    | przyjmujący  |
| 3  | Alessandro Fei      | 1978     | 204    | środkowy     |
| 4  | Dejan Brđović       | 1966     | 196    | przyjmujący  |
| 5  | Marco Meoni         | 1973     | 196    | rozgrywający |
| 7  | Paolo Ferrioli      | 1967     | 183    | rozgrywający |
| 8  | Alessandro Paparoni | 1981     | 191    | przyjmujący  |
| 9  | Luc Marquet         | 1970     | 193    | przyjmujący  |
| 12 | Nalbert Bitencourt  | 1974     | 195    | przyjmujący  |
| 13 | Mirko Corsano       | 1973     | 191    | libero       |
| 14 | Ivan Miljković      | 1979     | 206    | atakujący    |
| 16 | Juan Josè Salvador  | 1975     | 200    | środkowy     |

| Nr | Imię i nazwisko     | Data ur. | Wzrost | Pozycja               |
| -- | ------------------- | -------- | ------ | --------------------- |
| 1  | Renaud Herpe        | 1975     | 198    | przyjmujący           |
| 2  | Simone Rosalba      | 1976     | 197    | przyjmujący           |
| 3  | Alessandro Fei      | 1978     | 204    | środkowy              |
| 5  | Marco Meoni         | 1973     | 196    | rozgrywający          |
| 6  | Richard Schuil      | 1973     | 202    | przyjmujący           |
| 7  | Oleksij Gatin       | 1974     | 200    | przyjmujący/atakujący |
| 8  | Paolo Ferrioli      | 1967     | 183    | rozgrywający          |
| 8  | Alessandro Paparoni | 1981     | 191    | przyjmujący           |
| 9  | Riccardo Roganti    | 1982     | 174    | libero                |
| 11 | Marco Martinelli    | 1965     | 200    | środkowy              |
| 12 | Federico Fiori      | 1980     | 196    | środkowy              |
| 12 | Mirko Corsano       | 1973     | 191    | libero                |
| 12 | Nalbert Bitencourt  | 1974     | 195    | przyjmujący           |
| 15 | Daniele Moretti     | 1980     | 196    | środkowy              |
| 16 | Juan Josè Salvador  | 1975     | 200    | środkowy              |

| Nr | Imię i nazwisko     | Data ur. | Wzrost | Pozycja               |
| -- | ------------------- | -------- | ------ | --------------------- |
| 1  | Fabio Muzio         | 1980     | 198    | przyjmujący           |
| 2  | Simone Rosalba      | 1976     | 197    | przyjmujący           |
| 3  | Alessandro Fei      | 1978     | 204    | środkowy              |
| 4  | Slobodan Kovač      | 1967     | 196    | przyjmujący           |
| 5  | Marco Meoni         | 1973     | 196    | rozgrywający          |
| 6  | Richard Schuil      | 1973     | 202    | przyjmujący           |
| 8  | Alessandro Paparoni | 1981     | 191    | przyjmujący           |
| 9  | Lorenzo Rambelli    | 1975     | 190    | rozgrywający          |
| 10 | Federico Fiori      | 1980     | 200    | środkowy              |
| 11 | Marco Martinelli    | 1965     | 200    | środkowy              |
| 12 | Marco Fabbrini      | 1976     | 194    | środkowy              |
| 12 | Giuseppe Sorcinelli | 1971     | 195    | libero                |
| 13 | Ivaylo Gavrilov     | 1970     | 198    | przyjmujący/atakujący |
| 14 | Stefano Margutti    | 1968     | 198    | przyjmujący           |
| 16 | Juan Josè Salvador  | 1975     | 200    | środkowy              |

| Nr | Imię i nazwisko      | Data ur. | Wzrost | Pozycja      |
| -- | -------------------- | -------- | ------ | ------------ |
| 1  | Alejandro Romano     | 1974     | 194    | przyjmujący  |
| 2  | Simone Rosalba       | 1976     | 197    | przyjmujący  |
| 3  | Henk Jan Held        | 1967     | 200    | środkowy     |
| 4  | Slobodan Kovač       | 1967     | 196    | przyjmujący  |
| 5  | Marco Meoni          | 1973     | 196    | rozgrywający |
| 6  | Roberto Masciarelli  | 1963     | 196    | środkowy     |
| 7  | Matteo Zamponi       | 1978     | 198    | przyjmujący  |
| 8  | Antonio Corvetta     | 1977     | 188    | rozgrywający |
| 9  | Oscar David Vizzarri | 1970     | 195    | przyjmujący  |
| 10 | Fabio Muzio          | 1980     | 198    | przyjmujący  |
| 11 | Alberto Bachi        | 1970     | 198    | środkowy     |
| 12 | Andrea Zorzi         | 1965     | 201    | atakujący    |
| 13 | Daniele Moretti      | 1980     | 195    | środkowy     |
| 14 | Alessandro Paparoni  | 1981     | 191    | przyjmujący  |
| 15 | Federico Fiori       | 1980     | 200    | środkowy     |

| Nr | Imię i nazwisko      | Data ur. | Wzrost | Pozycja      |
| -- | -------------------- | -------- | ------ | ------------ |
|    | Cesar Partenio       | 1963     | 197    | uniwersalny  |
| 1  | Pier Paolo De Blasi  | 1979     | 194    | przyjmujący  |
| 2  | Paolo Giuliani       | 1954     | 186    | rozgrywający |
| 3  | Sergio Sabatini      | 1978     | 197    | środkowy     |
| 4  | Slobodan Kovač       | 1967     | 196    | przyjmujący  |
| 5  | Marco Meoni          | 1973     | 196    | rozgrywający |
| 6  | Roberto Masciarelli  | 1963     | 196    | środkowy     |
| 7  | Matteo Zamponi       | 1978     | 198    | przyjmujący  |
| 8  | Antonio Corvetta     | 1977     | 188    | rozgrywający |
| 9  | Oscar David Vizzarri | 1970     | 195    | przyjmujący  |
| 10 | Liano Petrelli       | 1965     | 195    | przyjmujący  |
| 11 | Alberto Bachi        | 1970     | 198    | środkowy     |
| 12 | Andrea Zorzi         | 1965     | 201    | atakujący    |
| 13 | Alberto Miconi       | 1970     | 195    | środkowy     |
| 14 | Stefano Margutti     | 1968     | 198    | przyjmujący  |
| 15 | Jurij Czerednik      | 1966     | 203    | atakujący    |

| Nr | Imię i nazwisko      | Data ur. | Wzrost | Pozycja      |
| -- | -------------------- | -------- | ------ | ------------ |
| 1  | Slobodan Kovač       | 1967     | 196    | przyjmujący  |
| 2  | Francesco Lombardi   | 1963     | 184    | rozgrywający |
| 3  | Roberto Pietrelli    | 1971     | 190    | przyjmujący  |
| 3  | Matteo Zamponi       | 1978     | 195    | przyjmujący  |
| 4  | Stefano Margutti     | 1968     | 194    | przyjmujący  |
| 5  | Antonio Corvetta     | 1977     | 188    | rozgrywający |
| 6  | Roberto Masciarelli  | 1963     | 196    | środkowy     |
| 7  | Alberto Compagnucci  | 1968     | 188    | przyjmujący  |
| 8  | Marcello Mescoli     | 1972     | 193    | rozgrywający |
| 9  | Oscar David Vizzarri | 1970     | 195    | przyjmujący  |
| 11 | Alberto Bachi        | 1970     | 198    | środkowy     |
| 12 | Lorenzo Cavallini    | 1970     | 198    | środkowy     |
| 13 | Alberto Miconi       | 1970     | 196    | środkowy     |
| 14 | Jurij Czerednik      | 1966     | 203    | atakujący    |

| Nr | Imię i nazwisko      | Data ur. | Wzrost | Pozycja      |
| -- | -------------------- | -------- | ------ | ------------ |
|    | Emanuele Fracascia   | 1966     | 198    | przyjmujący  |
|    | Francesco Lombardi   | 1963     | 184    | rozgrywający |
|    | Marcello Mescoli     | 1972     | 193    | rozgrywający |
|    | Jurij Czerednik      | 1966     | 203    | atakujący    |
|    | Oscar David Vizzarri | 1970     | 195    | przyjmujący  |
| 4  | Alessio Gobbi        | 1959     | 191    | uniwersalny  |
| 6  | Roberto Masciarelli  | 1963     | 196    | środkowy     |
| 7  | Alberto Compagnucci  | 1968     | 188    | przyjmujący  |
| 11 | Alberto Bachi        | 1970     | 198    | środkowy     |
| 13 | Alberto Miconi       | 1970     | 196    | środkowy     |
| 14 | Stefano Margutti     | 1968     | 194    | przyjmujący  |

| Nr | Imię i nazwisko      | Data ur. | Wzrost | Pozycja      |
| -- | -------------------- | -------- | ------ | ------------ |
| 1  | Roberto Vagni        | 1967     | 187    | przyjmujący  |
| 2  | Žarko Petrović       | 1964     | 206    | środkowy     |
| 3  | Paolo Giuliani       | 1954     | 186    | rozgrywający |
| 4  | Alessio Gobbi        | 1959     | 191    | uniwersalny  |
| 5  | Luca Milocco         | 1961     | 195    | przyjmujący  |
| 6  | Alberto Miconi       | 1970     | 195    | środkowy     |
| 9  | Oscar David Vizzarri | 1970     | 195    | przyjmujący  |
| 11 | Federico Domizioli   | 1972     | 190    | rozgrywający |
| 15 | Jurij Czerednik      | 1966     | 203    | atakujący    |